# Радивоје Томанић
Радивоје Томанић (Велино Село, 16. јун 1949 — Бања Лука, 19. октобар 2011) био је генерал-потпуковник Војске Републике Српске.

## Биографија
Рођен је у Велином Селу код Бијељине. До распада Југославије је био официр Југословенске народне армије у Приштини. Обављао је дужност начелника Инжињерије у Главном штабу Војске Републике Српске и команданта Другог крајишког корпуса.
Више пута је одликован за храброст. Преминуо је 19. октобра 2011. у Бањој Луци, а сахрањен уз почасти 21. октобра 2011. на Ребровачком гробљу у Бањој Луци. Поводом његове смрти је на дан сахране одржана комеморација у Банском двору.